# Super Seria 2001: Praga
Super Seria 2001: Praga, Hammer Strength Czech Grand Prix – indywidualne, drugie w 2001 r. zawody siłaczy z cyklu Super
Serii.
Data: 18 sierpnia 2001

Miejsce: Praga  Czechy
WYNIKI ZAWODÓW:
| Miejsce | Zawodnik          | Kraj              | Punkty |
| ------- | ----------------- | ----------------- | ------ |
| 1.      | Hugo Girard       | Kanada            | 58     |
| 2.      | Svend Karlsen     | Norwegia          | 56     |
| 3.      | Magnus Samuelsson | Szwecja           | 53,5   |
| 4.      | Brian Schoonveld  | Stany Zjednoczone | 49,5   |
| 5.      | Martin Muhr       | Niemcy            | 47     |
| 6.      | Wout Zijlstra     | Holandia          | 41     |
| 7.      | Jan Bártl         | Czechy            | 40     |
| 8.      | Odd Haugen        | Norwegia          | 37,5   |
| 9.      | Heinz Ollesch     | Niemcy            | 36     |
| 10.     | Martin Stefl      | Czechy            | 24,5   |
| 11.     | Jiří Žaloudek     | Czechy            | 22     |
| 12.     | Janne Virtanen    | Finlandia         | 0      |